# Springfield (Caroline du Sud)
Pour les articles homonymes, voir Springfield.
Springfield est une ville située dans le comté d'Orangeburg, dans l’État de Caroline du Sud, aux États-Unis. Lors du recensement de 2020, elle comptait 455 habitants.